# Vorabentscheidungsverfahren
Nach Art. 267 des Vertrages über die Arbeitsweise der Europäischen Union (AEUV) entscheidet der Europäische Gerichtshof (EuGH) auf Vorlage oder Anrufung des Gerichtes eines Mitgliedstaates im Wege der Vorabentscheidung über die Auslegung des Vertrags über die Europäische Union und des Vertrags über die Arbeitsweise der Europäischen Union sowie über die Gültigkeit und die Auslegung der Rechtsakte der Organe, Einrichtungen oder sonstigen Stellen der Union (Sekundärrecht). Die Entscheidungen sind für die Gerichte der Mitgliedstaaten bindend. Das Vorabentscheidungsverfahren soll die Einheitlichkeit der Rechtsprechung der Gerichte der Mitgliedstaaten im Hinblick auf das EU-Recht gewährleisten. Etwa zwei Drittel aller beim EuGH anhängigen Verfahren sind Vorabentscheidungsverfahren.

## Vorlagerecht und Vorlagepflicht der nationalen Gerichte
Kommt es im Rahmen eines Gerichtsverfahrens vor einem Gericht eines Mitgliedstaates der Europäischen Union zu einer entsprechenden Auslegungsfrage, hat dieses Gericht die Möglichkeit, die Frage dem EuGH zur Entscheidung vorzulegen. Stellt sich eine derartige Frage in einem Verfahren vor einem letztinstanzlich entscheidenden Gericht, so ist dieses grundsätzlich verpflichtet, den EuGH anzurufen. Letztinstanzliche Gerichte im Sinne der Anrufungspflicht sind nicht nur die obersten Gerichte der jeweiligen Gerichtsbarkeit, sondern jedes Gericht, dessen Entscheidung im konkreten Fall nicht mehr mit Rechtsmitteln angefochten werden kann.
Eine Ausnahme von der Vorlagepflicht eines letztinstanzlichen Gerichts besteht für den Falle eines acte clair.
Die frühere Sonderregelung nach Art. 68 EG-Vertrag für Rechtsakte auf den Gebieten Visa, Asyl, Einwanderung und freier Personenverkehr, wonach die unteren Gerichte kein Vorlagerecht hatten, sondern nur die letztinstanzlich entscheidenden Gerichte, ist im Zuge der Änderungen durch den Vertrag von Lissabon seit dem 1. Dezember 2009 weggefallen.

### Bessere Überwachung der Vorlagepflicht gefordert
Das Plenum des EU-Parlaments hat am 14. Juni 2018 eine Entschließung angenommen als Antwort auf den Bericht der EU-Kommission zur Kontrolle der Anwendung des EU-Rechts im Jahr 2016. Es wird darin unter anderem auf die Wichtigkeit von Vorabentscheidungsersuchen für die einheitliche Auslegung und Anwendung des Unionsrechts hingewiesen (Rz. 38) und die EU-Kommission aufgefordert, wirksamer zu überwachen, ob die nationalen Gerichte ihrer in Art. 267 AEUV geregelten Vorlagepflicht nachkommen. Der Deutsche Anwaltsverein fordert in diesem Zusammenhang die Schaffung eines Nichtvorlageregisters, in das alle aufgrund der Acte-Clair-Doktrin verweigerten Vorlagen eingetragen werden müssen.

## Funktionen des Vorabentscheidungsverfahrens
Das Vorabentscheidungsverfahren soll die nationalen und die europäische Gerichtsbarkeit verzahnen. Der EuGH und die nationalen Gerichte üben ihre rechtsprechende Tätigkeit auf Grund unterschiedlicher Zuständigkeiten nebeneinander aus. Um eine divergierende Auslegung und Anwendung des Unionsrechts durch die Gerichte der Mitgliedstaaten zu verhindern, musste eine Verfahrensart eingeführt werden, die zur Wahrung der Rechtseinheit eine gewisse Kooperation zwischen diesen Gerichtsbarkeiten ermöglicht.
Die weitere Funktion der Vorabentscheidung ist, eine verbindliche Auslegung und Gültigkeitskontrolle zu gewährleisten. Deshalb ist dem EuGH die Zuständigkeit für Auslegung des gesamten primären und sekundären Unionsrechts sowie zur Gültigkeitskontrolle von Handlungen der Unionsorgane inne.
Mit der Foto-Frost-Entscheidung von 1987 hat der EuGH für sich ein Verwerfungsmonopol für Unionsrechtsakte begründet.
In der Praxis geht es im Großteil der Verfahren um die Vereinbarkeit von nationalen Rechtsvorschriften, Maßnahmen oder dem Verhalten nationaler Behörden mit Unionsrecht. Zwar urteilt der EuGH hier nicht direkt über die Vereinbarkeit von nationalem Recht mit europäischem Recht, sondern legt lediglich eine fragliche Norm des Unionsrechts aus, woraus sich ergibt, ob etwa eine nationale Norm gegen Unionsrecht verstößt und daher im konkreten Fall nichtig ist. Faktisch kommt dies allerdings einer indirekten Normenkontrolle gleich.

## Verfahren
Das Verfahren ist in der Satzung des Gerichtshofs der Europäischen Union und Verfahrensordnung des Gerichtshofs geregelt. Das Verfahren zur Vorabentscheidung ist nicht als Streitverfahren, sondern als objektives prozessuales Zwischenverfahren ausgestaltet. In dem Verfahren wird öffentlich verhandelt. Die beteiligten Staaten und Organe werden durch einen Bevollmächtigten vertreten. Für die Parteien gelten die gleichen Vertretungsregelungen wie vor dem vorlegenden nationalen Gericht.
Nachdem das nationale Gericht den bei ihm anhängigen Prozess durch Beschluss ausgesetzt hat, beantragt es die Vorabentscheidung und übermittelt dem Gerichtshof seine Entscheidung und die zur Vorabentscheidung vorgelegten Fragen. Das Gericht hat insbesondere den Gegenstand des Ausgangsverfahrens, die wesentlichen Argumente der Parteien des Ausgangsverfahrens, eine Begründung der Vorlage sowie die zitierte Rechtsprechung und die angeführten unionsrechtlichen und nationalen Vorschriften anzugeben.
Die Parteien des Ausgangsverfahrens, die Mitgliedstaaten, die Kommission und gegebenenfalls die Organe, Einrichtungen oder sonstigen Stellen der Union, von denen die Handlung, deren Gültigkeit oder Auslegung streitig ist, ausgegangen ist, sind an dem Verfahren beteiligt und haben Gelegenheit, innerhalb von zwei Monaten nachdem ihnen die Entscheidung des nationalen Gerichts durch den Kanzler des EuGH zugestellt worden ist, zu der Vorlagefrage Stellung zu nehmen, indem sie beim Gerichtshof Schriftsätze einreichen oder schriftliche Erklärungen abgeben. Entsprechendes gilt für Vertragsstaaten des Abkommens über den Europäischen Wirtschaftsraum, die nicht Mitgliedstaaten sind, und für die EFTA-Überwachungsbehörde, wenn einer der Anwendungsbereiche des Abkommens betroffen ist.

## Reform
Am 27. Februar 2024 beschloss das EU-Parlament eine Änderung der Satzung des Europäischen Gerichtshofs (EuGH), der es unter anderem mit sich bringt, dass das Gericht der Europäischen Union (EuG) über Vorabentscheidungsverfahren in bestimmten Gebieten zuständig wird, für die zuvor der EuGH zuständig war. Es handelt sich um folgende Gebiete: Gemeinsames Mehrwertsteuersystem, Verbrauchsteuern, Zollkodex, zolltarifliche Einreihung von Waren in die Kombinierte Nomenklatur, Ausgleichs- und Unterstützungsleistungen für Flug- und Fahrgäste im Fall der Nichtbeförderung, bei Verspätung oder bei Annullierung von Transportleistungen, System für den Handel mit Treibhausgasemissionszertifikaten.